# Etrurus emarginatus
Etrurus emarginatus là một loài ruồi trong họ Asilidae. Etrurus emarginatus được Loew miêu tả năm 1849.